# Шпик
Шпик (також шпек, шпиг) — це спеціально оброблене свиняче сало, зрізане з підшкірної (хребтової і бокової) частини туші, яке засолюють із додаванням значної кількості прянощів, зазвичай це чорний перець, часник, лавровий лист. Внаслідок подальшої витримки шпик набуває характерного смаку та добре засвоюється людським організмом.
Широко використовується для приготування різноманітних страв в українській кулінарії, для приготування фаршу чи вживання в сирому вигляді. З нього виготовляють сало «Угорське» та сало «Гуцульське».
Шпик містить до 1,4 % білків та 92 % жиру.

## Галерея

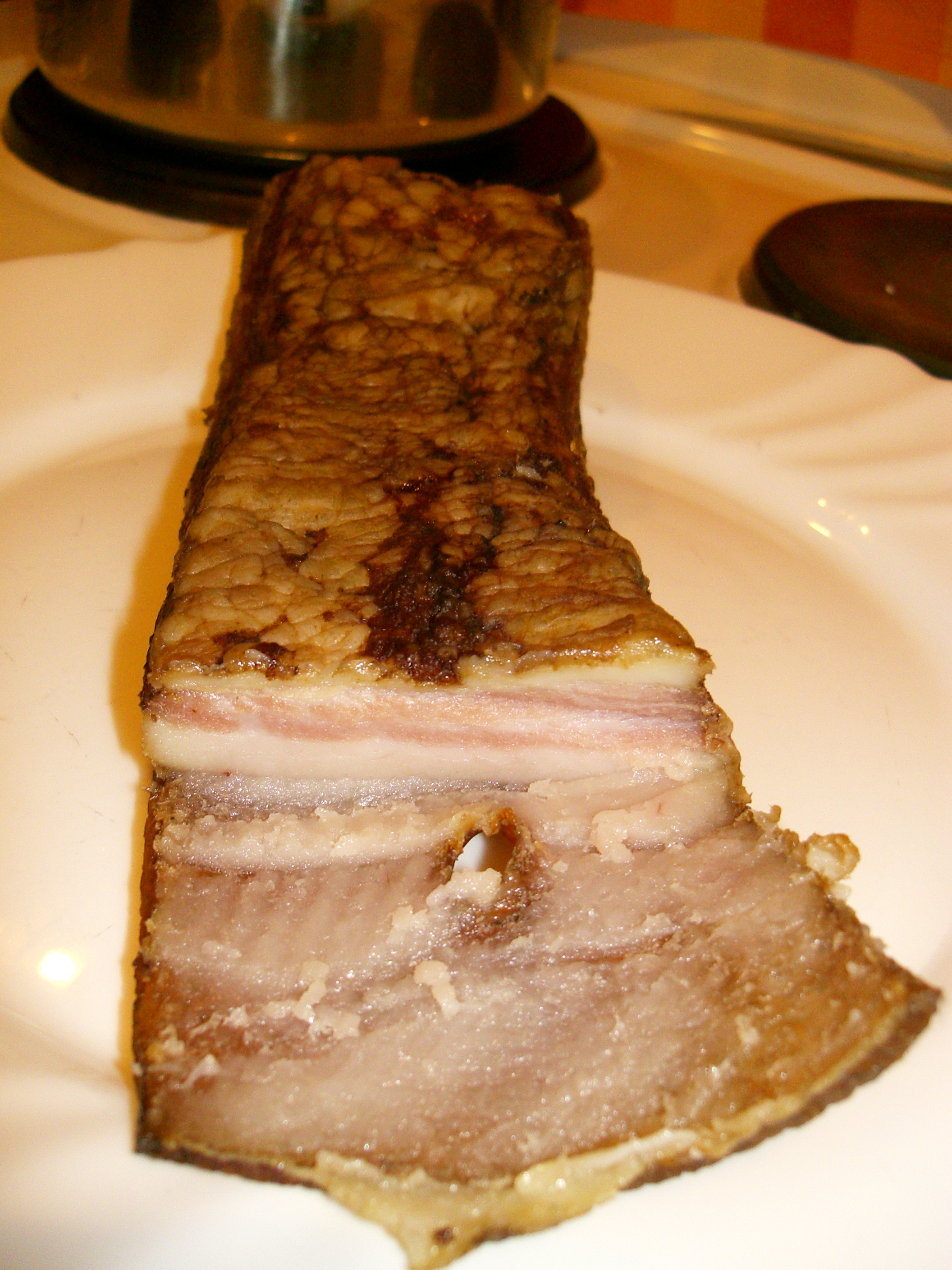
Шпик  по-чеськи
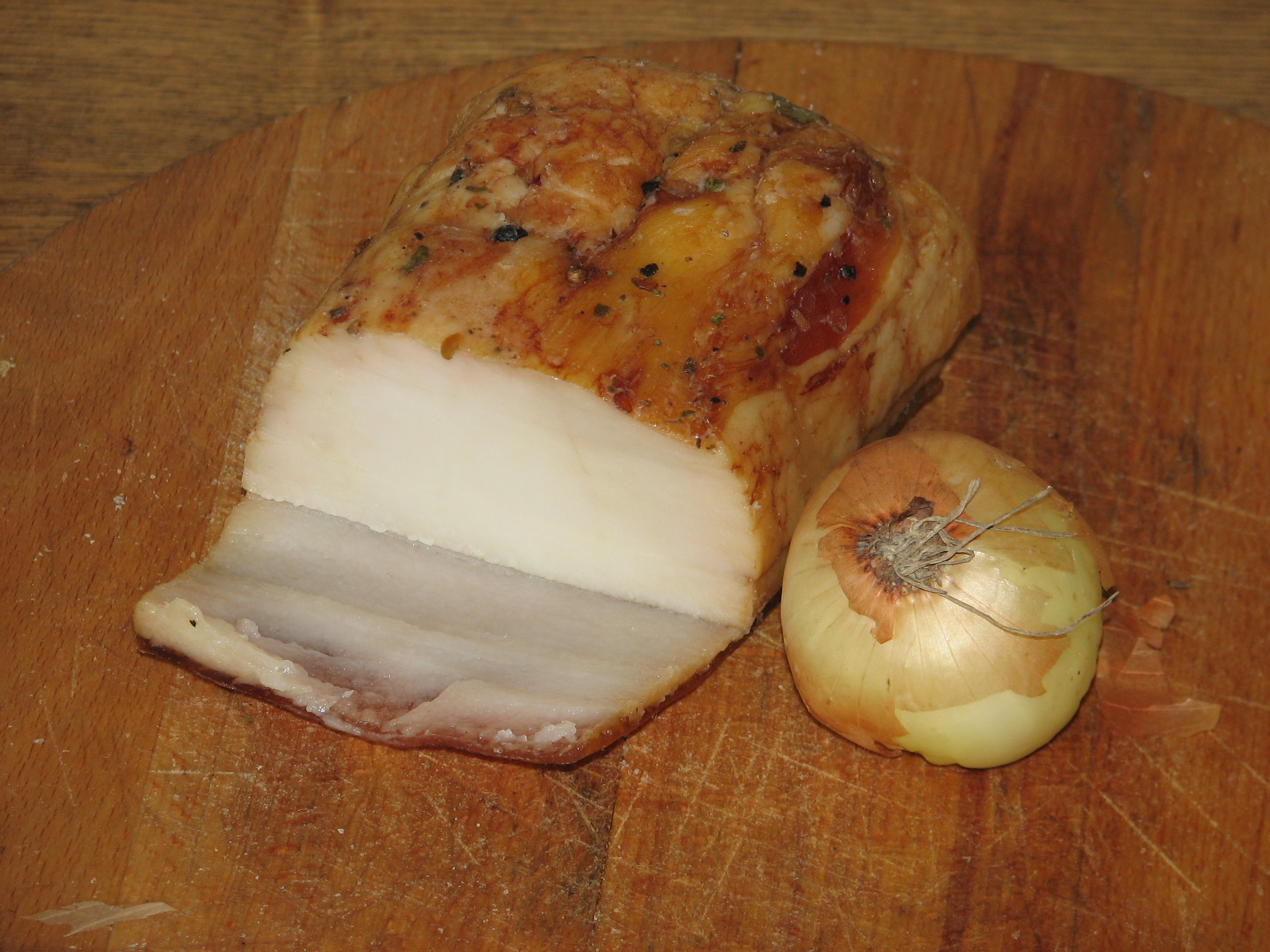
Шпик по-литовськи
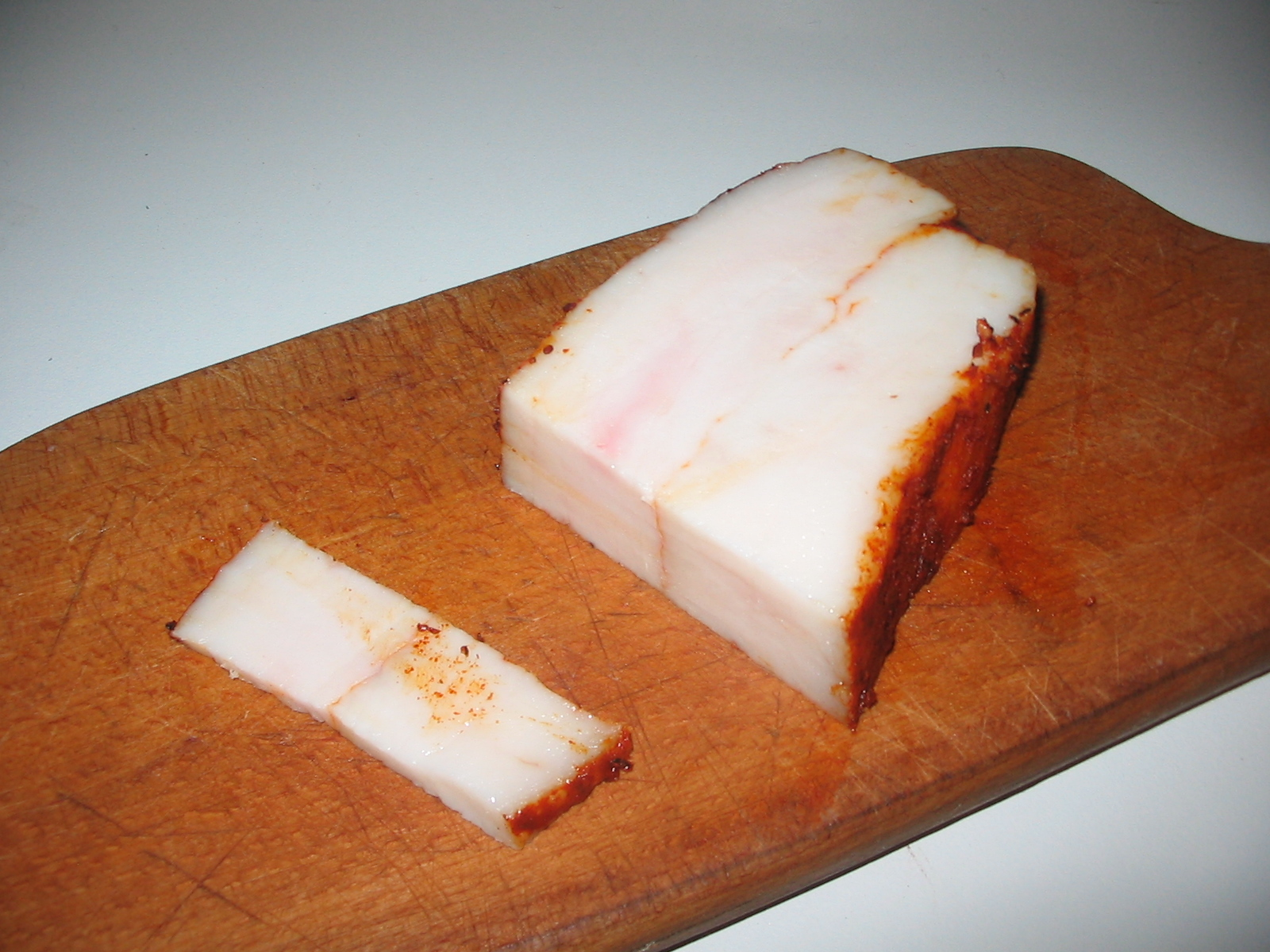
Сало «Гуцульське»
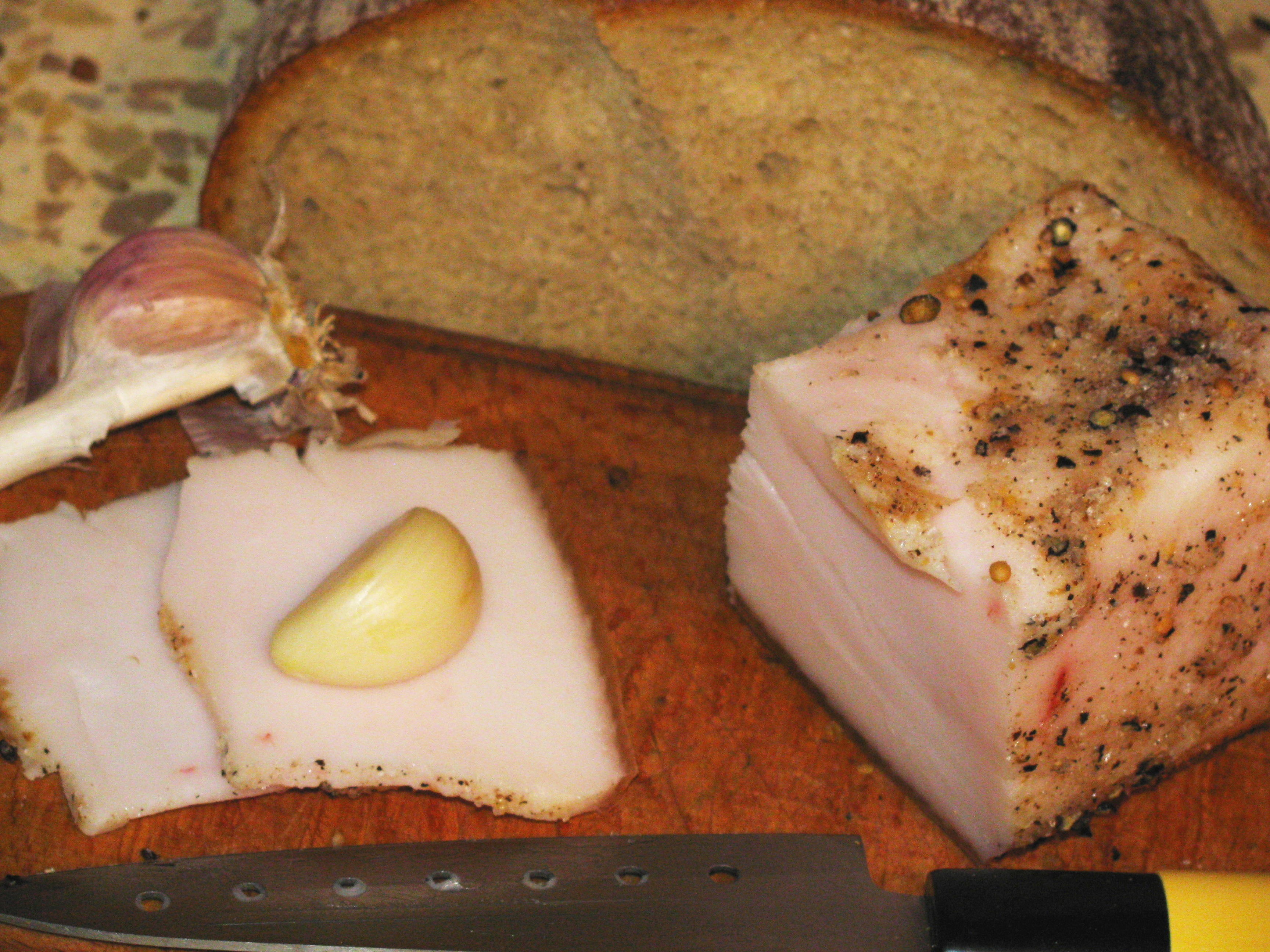
Шпик солений зі спеціями